# Liten chinchilla
Liten chinchilla (Chinchilla lanigera) är en däggdjursart som först beskrevs av Bennett 1829.  Chinchilla lanigera ingår i släktet Chinchilla och familjen harmöss. Inga underarter finns listade.

## Utseende
Djuret påminner i viss mån om en hare. Kroppslängden (huvud och bål) är 22,5 till 38 cm och därtill kommer en 7,5 till 15 cm lång och yvig svans. På ovansidan bildar blågråa till brungråa hår med svarta spetsar en tät och mjuk päls. Undersidan har en gulvit färg. Kännetecknande är stora trattformiga öron och stora svarta ögon.

## Utbredning och habitat
Liten chinchilla förekom tidigare i ett större område längs Chiles kustlinje men hittas idag bara vid några få ställen norr om Santiago. Berättelser om fynd i Argentina saknar bekräftelse. Arten vistas där på Andernas västliga sluttningar som kännetecknas av sandig eller klippig mark. Regionen ligger 3000 till 5000 meter över havet och är täckt av glest fördelade buskar, gräs, örter och ananasväxter (Bromeliaceae).

## Ekologi
Denna gnagare är främst aktiv mellan skymningen och gryningen. På dagen vilar den i jordhålor, bakom stenar eller i bergssprickor. Födan utgörs främst av gräs och frön men arten äter även andra växtdelar samt insekter och små fåglar.
Individerna bildar flockar med upp till 100 medlemmar. Honor kan ha två kullar per år och parningen sker vanligen med samma hane (monogami). Dräktigheten varar cirka 110 dagar och sedan föds oftast två eller tre ungar, sällan upp till sex ungar. Ungarna har redan päls och öppna ögon vid födelsen. De får ungefär 6 till 8 veckor di och är ganska självständiga. Liten chinchilla blir i naturen upp till 10 år gammal. Individer som hålls som sällskapsdjur kan bli 20 år gamla.

## Liten chinchilla och människor
Arten är ett vanligt sällskapsdjur (se artikel om släktet chinchillor).
Den vilda populationen är däremot hotad i beståndet. Det beror på olika faktorer som jakt för pälsens skull, nya konkurrenter om samma föda som nötkreatur, uppkomsten av gruvdrift i utbredningsområdet och större eldsvådor. Arten faller dessutom ofta offer för vilda rävar.
Liten chinchilla blev 1929 laglig skyddad av den chilenska regeringen men det dröjde till 1983 tills ett reservat blev inrättat. Sedan 1977 är arten listad i appendix I av CITES. IUCN uppskattar att 90 procent av den vilda populationen försvann under de senaste 15 åren och listar liten chinchilla som akut hotad (CR).